# James C. Victor
James C. Victor is een Amerikaans acteur.

## Carrière
Victor begon in 1989 met acteren in de televisieserie Cheers. Daarna heeft hij in meerdere televisieseries en televisiefilms gespeeld zoals Beverly Hills, 90210 (1994-1995), 24 (2006-2007) en The Stanford Prison Experiment (2015). 

## Filmografie

### Films
Uitgezonderd korte films.
- 2021 Violet - als Benny
- 2020 Tiger Within - als Eddie
- 2019 Auggie - als Jack
- 2017 A Cowgirl's Story - als Randall
- 2015 The Stanford Prison Experiment - als mr. Mitchell
- 2014 Default - als Finley
- 2014 Nothing Left to Fear - als pastoor op straat
- 2013 12 Years a Slave - als koper
- 2010 The Town als Boston pd Officer 1
- 2010 Nine Dead – als Eddie Vigoda
- 2009 Always a Bride – als Cory
- 2007 Jane Doe: How to Fire Your Boss – als Roy Baxter
- 2006 Riptide – als Dingo
- 2005 Special Ed – als Stan
- 2000 Militia – als Tegley
- 2000 The Giving Tree – als Jules
- 1999 Mr. Rock ‘n’ Roll: The Alan Freed Story – als Jerry Lee Lewis
- 1999 Three Secrets – als Barman
- 1997 The Second Civil War – als Sergeant
- 1997 The Peace – als David
- 1996 Love Always – als Sean
- 1996 Executive Decision – als Spider
- 1995 Steel Frontier – als Julies

### Televisieseries
Uitgezonderd eenmalige gastrollen.
- 2006 – 2007 24 – als Hal Turner – 4 afl.
- 1994 – 1995 Beverly Hills, 90210 – als Peter Tucker – 7 afl.